# Roxby
Roxby är en ort och civil parish i Storbritannien.   Den ligger i grevskapet North Yorkshire och riksdelen England, i den centrala delen av landet, 300 km norr om huvudstaden London. Roxby ligger 188 meter över havet och antalet invånare är 223.
Terrängen runt Roxby är platt söderut, men norrut är den kuperad. Havet är nära Roxby åt nordost. Runt Roxby är det ganska tätbefolkat, med 129 invånare per kvadratkilometer. Närmaste större samhälle är Redcar, 18,2 km nordväst om Roxby. Trakten runt Roxby består i huvudsak av gräsmarker.